# Tmesisternus flavovittatus
Tmesisternus flavovittatus là một loài bọ cánh cứng trong họ Cerambycidae.